# ネペタラクトール
ネペタラクトール（Nepetalactol）はイリドイドの一種。酵素イリドイドシンターゼによって8-オキソゲラニアルから生成される。ネペタラクトールは、7-デオキシロガン酸を生成する酵素イリドイドオキシダーゼ（IO）の基質である。ネコがマタタビに強い反応を示す誘引物質の主成分として確認されている。